# Прип'ятський-3
Прип'ятський-3 — гідрологічний заказник місцевого значення. Об'єкт розташований на території Любешівського району Волинської області, на північ від с. Лахвичі.
Площа — 320 га, статус отриманий у 1985 році. Входить до складу  національного природного парку «Прип'ять-Стохід».
Охороняється болотний масив в заплаві р. Прип'ять, де серед прибережної трав'яної та чагарникової рослинності зростають береза повисла (Betula pendula) та вільха чорна (Alnus glutinosa). 
Заказник входить до складу водно-болотних угідь міжнародного значення, що охороняються Рамсарською конвенцією головним чином як середовища існування водоплавних птахів, а також до Смарагдової мережі Європи. У заказнику трапляється рідкісний вид птахів, занесений до Червоної книги України та міжнародних червоних списків – лелека чорний (Ciconia nigra).